# Carlos Luna
Carlos Ariel „Chino” Luna (ur. 17 stycznia 1982 w Piquillín) – argentyński piłkarz występujący na pozycji napastnika.